# Estación Nicolás Herrera
Nicolás Herrera es la estación de ferrocarril de la villa homónima ubicada en el Departamento Uruguay de la Provincia de Entre Ríos, República Argentina.

## Servicios
Durante el gobierno justicialista del presidente Carlos Menem la mayoría de los ramales ferroviarios en Entre Ríos fueron abandonados. En 2002 el gobernador Sergio Montiel reacondicionó y puso en marcha algunos ramales de la provincia. A partir de marzo de 2010, el tren volvió a unir Concepción del Uruguay y Paraná pasando por 24 localidades entrerrianas. El servicio cuenta con dos frecuencias semanales.
El 19 de diciembre de 2009 se realizó un viaje de prueba en la estación ferroviaria de la villa con la presencia del gobernador de la provincia Sergio Urribarri. Fue la primera vez en 18 años que volvió a pasar el tren en Nicolás Herrera.

## Historia
El 30 de junio de 1875 se habilitó la conexión ferroviaria a través de la línea que luego se integraría en el Ferrocarril General Urquiza con las ciudades de Paraná, Nogoyá y Rosario del Tala.